# Lygistorrhina carayoni
Lygistorrhina carayoni är en tvåvingeart som beskrevs av Loïc Matile 1986. Lygistorrhina carayoni ingår i släktet Lygistorrhina och familjen Lygistorrhinidae.
Artens utbredningsområde är Nya Kaledonien. Inga underarter finns listade i Catalogue of Life.